# Montserrat Championship
Il Montserrat Championship è la massima competizione calcistica di Montserrat. È stata creata nel 1995 ma dal 2015 non è stato disputato nessun campionato.

## Campionato 2003/04
- Ideal
- Montserrat Secondary School
- Montserrat Volcano Observatory Tremors
- RMPF
- Seven Day Adventists Trendsetters

## Albo d'oro
| Stagione  | Campione      |
| --------- | ------------- |
| 1974      | RMPF          |
| 1975      | Bata Falcons  |
| 1976-95   | Sconosciuto   |
| 1995-96   | RMPF          |
| 1996-97   | Cancellato    |
| 1998-99   | Non disputato |
| 2000      | RMPF          |
| 2001      | RMPF          |
| 2002-03   | RMPF          |
| 2004      | Ideal         |
| 2005-2015 | Non disputato |
| 2016      | RMPF          |

## Palmares
| Club         | Titoli |
| ------------ | ------ |
| RMPF         | 6      |
| Bata Falcons | 1      |
| Ideal        | 1      |